# 손영수
손영수(孫永壽, 1902년 8월 12일~?)는 대한민국의 정치인이다. 
메이지대학 법학 학사 출신이며, 부산시장을 지냈다. 하지만 부산역전 대화재로 사직하였다.  이후 제4대 국회의원을 지냈다.

## 역대 선거 결과
|  | 29.70% |

|  | 6.50% |